# Phragmatobia olarica
Phragmatobia olarica är en fjärilsart som beskrevs av Ribbe 1912. Phragmatobia olarica ingår i släktet Phragmatobia och familjen björnspinnare. Inga underarter finns listade i Catalogue of Life.